# Mobile Mini Sun Cup
O Mobile Mini Sun Cup (anteriormente conhecido como Desert Cup e Desert Diamond Cup) é um torneio de futebol de pré-temporada sediado pelo Phoenix Rising FC da USL Championship e o FC Tucson do USL League One . O torneio é patrocinado pela Mobile Mini, uma empresa de armazenamento portátil.
A partir de 2011, a primeira Desert Cup contou com dois clubes da Major League Soccer (MLS), o Sporting Kansas City e o New York Red Bulls . Nos anos seguintes, o número de clubes participantes da MLS continuou a crescer, com a 2018 Mobile Mini Sun Cup apresentando onze clubes da MLS - quase metade do total de associados da liga.

## História
A primeira edição do torneio, realizada no Hi Corbett Field, um antigo estádio de treinamento de primavera de beisebol , contou com bom público  com a participação de estrelas internacionais como Thierry Henry, Rafael Márquez e Omar Bravo .
A segunda edição foi realizada de 22 de fevereiro a 3 de março, paralelamente a vários outros torneios de pré-temporada antes das temporadas de 2012 . Três novos clubes competiram na edição de 2012 do torneio: o campeão da MLS Cup, o Los Angeles Galaxy, o Real Salt Lake e o New England Revolution juntaram-se ao New York Red Bulls, que retornou para a segunda Desert Cup. A Desert Diamond Cup de 2012 mudou-se para o Kino Veterans Memorial Stadium e viu os clubes jogarem um total de quatro partidas cada.
Phoenix Rising FC comprou o FC Tucson em 11 de outubro de 2017. Em 5 de dezembro, o Phoenix Rising FC e o FC Tucson anunciaram que seriam co-anfitriões do torneio e que ele seria renomeado para o Mobile Mini Sun Cup, com o Mobile Mini como patrocinador. Os jogos foram disputados no North Stadiume, no Kino Sports Complex, bem como no Phoenix Rising FC Soccer Complex . Um recorde de 11 equipes participaram do torneio de 2018.

## Resultados
| Ano  | 1 º lugar              | 2 º lugar                    | 3º lugar                                       | 4º lugar               |
| ---- | ---------------------- | ---------------------------- | ---------------------------------------------- | ---------------------- |
| 2011 | Sporting Kansas City   | New York Red Bulls           | FC Tucson                                      | Arizona Sahuaros       |
| 2012 | Los Angeles Galaxy     | Revolução da Nova Inglaterra | Real Salt Lake                                 | New York Red Bulls     |
| 2013 | Seattle Sounders FC    | Real Salt Lake               | New England Revolution                         | New York Red Bulls     |
| 2014 | Chicago Fire           | Chivas USA                   | Real Salt Lake                                 | New England Revolution |
| 2015 | Real Salt Lake         | Colorado Rapids              | Sporting Kansas City                           | Seattle Sounders FC    |
| 2016 | New England Revolution | Columbus Crew SC             | Sporting Kansas City Houston Dynamo (empatado) |                        |
| 2017 | Houston Dynamo         | Colorado Rapids              | New England Revolution                         | Sporting Kansas City   |
| 2018 | New England Revolution | Houston Dynamo               | Portland Timbers                               | Sporting Kansas City   |
| 2019 | FC Dallas              | Portland Timbers             | New York Red Bulls                             | Real Salt Lake         |